# L'ultima preda del vampiro
L'ultima preda del vampiro  è un film italiano del 1960 diretto da Piero Regnoli.

## Trama
Il capocomico Lukas e un gruppo di cinque ballerine di provincia, a seguito di un violento temporale notturno, trovano rifugio nel castello del nobile Gabor Kerassy. Il nobile, costretto ad ospitarli, impone però che nessuno degli ospiti giri per l'edificio durante la notte. Kathia, che non ha rispettato gli accordi, il giorno dopo viene trovata morta. Vera si invaghisce del nobile, il quale gli confida di andar via perché la sua vita è in pericolo. Costretti a rimanere nel castello per colpa del fiume in piena, arriva la notte. Si viene poi a scoprire che il nobile lottava da tempo contro un suo antenato-vampiro.

## Distribuzione
Il film uscì in Italia il 28 novembre 1960 e incassò circa 72 milioni di lire. Richard Gordon, produttore e distributore di film horror e di fantascienza, cercava film horror europei da pubblicare negli Stati Uniti attraverso la sua compagnia, Gordon Films. Nel 1963 fu invitato a una proiezione in lingua francese di The Playgirls and the Vampire attraverso Janus Films, una società con sede a New York che si è specializzata nel rilascio di film d'autore. Un giorno dopo la proiezione, Gordon telefonò all'agente di Janus a Parigi e acquistò i diritti cinematografici mentre preparava una versione in lingua inglese della sceneggiatura con Peter Riethof. Gordon alla fine vendette i diritti sul film a Joe Solomon di Fanfare Film che pubblicò il film come The Playgirls and the Vampire, promuovendolo come un film per adulti. Fu pubblicato negli Stati Uniti il 4 luglio 1963. Successivamente, Gordon pubblicò una versione meno esplicita del film con il titolo Curse of the Vampire per il pubblico televisivo.

## DVD
- Il film venne distribuito in DVD da Image Entertainment negli Stati Uniti il 24 agosto 1999.

## Luoghi delle riprese
- Palazzo Borghese, Artena, Roma.